# Kwiryna Handke
Kwiryna Maria Handke (ur. 7 października 1932 w Kobryniu, zm. 17 maja 2021) – profesor nauk humanistycznych specjalizująca się w językoznawstwie polskim i słowiańskim, socjolog języka, specjalista w zakresie nazewnictwa miejskiego, varsavianistka.

## Życiorys
Przewodnicząca działającego społecznie Zespołu Nazewnictwa Miejskiego Warszawy od jego powstania na jesieni 1989, przewodnicząca Komisji Kultury Słowa Towarzystwa Naukowego Warszawskiego, członkini Polskiego Towarzystwa Językoznawczego. Działała w Komitecie Językoznawstwa PAN, w latach 2007–2010 była przewodniczącą Rady Naukowej Instytutu Slawistyki PAN. Działała także w Stowarzyszeniu Grodnian im. Elizy Orzeszkowej. Autorka książek i artykułów naukowych z zakresu językoznawstwa ogólnego, socjologii języka, nazewnictwa miejskiego Warszawy i języka pisarzy.

## Książki
- Atlas językowy kaszubszczyzny i dialektów sąsiednich. Kwiryna Handke, Zdzisław Stieber [opr.]. Wrocław: Zakład Narodowy im. Ossolińskich – Wydawnictwo PAN, 1964–1975. Brak numerów stron w książce
- Kwiryna Handke: Dzieje Warszawy nazwami pisane. Warszawa: Muzeum Historyczne m.st. Warszawy, 2011, s. 576. ISBN 978-83-62189-08-3.
- Irena Galsterowa, Kwiryna Handke, Hanna Popowska-Taborska: Nie dajmy zginąć słowom. Rzecz o odchodzącym słownictwie. Warszawa: Towarzystwo Naukowe Warszawskie, Slawistyczny Ośrodek Wydawniczy, 1996. ISBN 83-86619-56-2. Brak numerów stron w książce
- Kwiryna Handke: Polskie nazewnictwo miejskie. Warszawa: Polska Akademia Nauk. Instytut Slawistyki, 1992, s. 153. ISBN 83-85262-26-1.
- Kwiryna Handke: Słownik nazewnictwa Warszawy. Warszawa: 1998, s. 428 + 31 fot. ISBN 83-86619-97-X.